# I Love Belarus
I Love Belarus (превод: Волим Белорусију) је песма белоруске певачице Анастасије Виникове, са којом је представљала Белорусију на Песми Евровизије 2011. године.
Почетком фебруара, Белтелерадиокомпанија је објавила почетак избора представника Белорусије за Песму Евровизије 2011. године. Међутим, није одржано „народно гласање“, већ је победника изабрала фокус група у којој су били представници државних телевизијских канала: БТ, Лад, ОНТ и СТВ. Победница је била Анастасија Виникова са песмом Born in Bielorussia. Музику је урадио Евгениј Олејник, а текст Олејник и Виктор Руденко. 
Један од аутора песме, Виктор Руденко, објаснио је да песма има подсмешљив тон, да је написана као носталгија за БССР-ом и да није била намењена Евровизији. Други аутор текста, Евгениј Олејник, такође је приметио да не зна који су критеријуми коришћени за избор и назвао је песму „ироничном“. Након неког времена, на Јутјубу се појавио видео у којем Анастасија Виникова изводи ову песму на концерту на Московском државном лингвистичком универзитету у мају 2010. године, а према правилима конкурса, не би требало да су евровизијске песме изведене у раније. Песма је на брзину поново написана, нова верзија се звала I am Belarusian.
Средином марта се сазнало да ће песма поново бити прерађена. Овог пута неће бити промењен само текст, већ и музика. Нова песма се звала I Love Belarus, чији су аутори Јевгениј Олејник и Светлана Гераскова. Међутим, на крају, песма се није пласирала у финале такмичења, заузевши тек 14. место у полуфиналу са 45 бодова. Снимљене су и руска и белоруска верзија песме.